# Хионг
Хионг (в'єт. Sông Hương, в'єт. Hương Giang, відома також як Ароматна річка) — річка в провінції Тхиатх'єн-Хюе центрального В'єтнаму, що протікає через місто Хюе. Водна екскурсія річкою входить до стандартної програми для туристів, які відвідали Хюе.

## Походження назви
Восени квітки з фруктових садів, які розташовані вгору за течією від міста Хюе, падають у річку. Ці квіти надають річці приємного аромату. Інша версія говорить на користь рослини аїр, яка також росте на околицях річки. У аїру запашний корінь. І саме запах цього кореня надає річці такий аромат.

## Виток і русло
Річка утворюється злиттям двох річок — Хиучать (Hữu Trạch) і Тачать (Tả Trạch), за 30 км від гирла. Обидві річки починаються в горах Чіонгшон і сходяться в районі Бангланг.
Тачатm (ліва притока) починається в горах Чіонгдонг і протікає на північний захід до Бангланга. Коротший Хиучать (права притока) протікає повз переправу Туан до Бангланга.
Річка протікає у напрямку південь-північ повз замки і потім повертає на північний захід, протікаючи рівнинами Нгуетб'є і Луонгкан.

## Місцеві жителі
Місцеві жителі, що мешкають на околицях річки, досить бідні. Одне із занять місцевого населення — збирання піску з дна річки. Після збору цей пісок здається за безцінь виробникам цементу.

## В околицях річки
Неподалік річки розташована 105-метрова гора Нгибінь (В'єтн. Ngự Bình), яка виглядає симетричною. По обидва боки гори є дві маленькі гори Табатсон (ліва гора) і Хубатсон (права гора). Після того, як представники правлячої імператорської династії Нгуєн побачили ці гори, вони вирішили заснувати тут місто Хюе.

## У мистецтві
- Основна частина дії фільму «Ціліснометалева оболонка» відбувається біля цієї річки